# Acadèmia Sueca
L'Acadèmia Sueca (en suec: Svenska Akademien) és una entitat fundada l'any 1786 pel rei Gustau III de Suècia, és una de les acadèmies reials de Suècia. Modelada sobre l'Académie Française, té 18 membres. El lema de l'acadèmia és «Talent i Gust» («Snille och Smak» en suec). El propòsit fonamental de l'acadèmia és promoure la «puritat, fortalesa i sublimitat» del suec i, per tant, publica dos diccionaris. L'Acadèmia Sueca atorga els Premis Nobel.
Fins al 2018 estava composta per divuit membres vitalicis i sense possibilitat de renúncia, dirigits per un secretari permanent. Els problemes sorgits arran de l'afer Arnault van obligar a reformular les regles i permetre les dimissions així com les baixes de l'entitat.

## Història

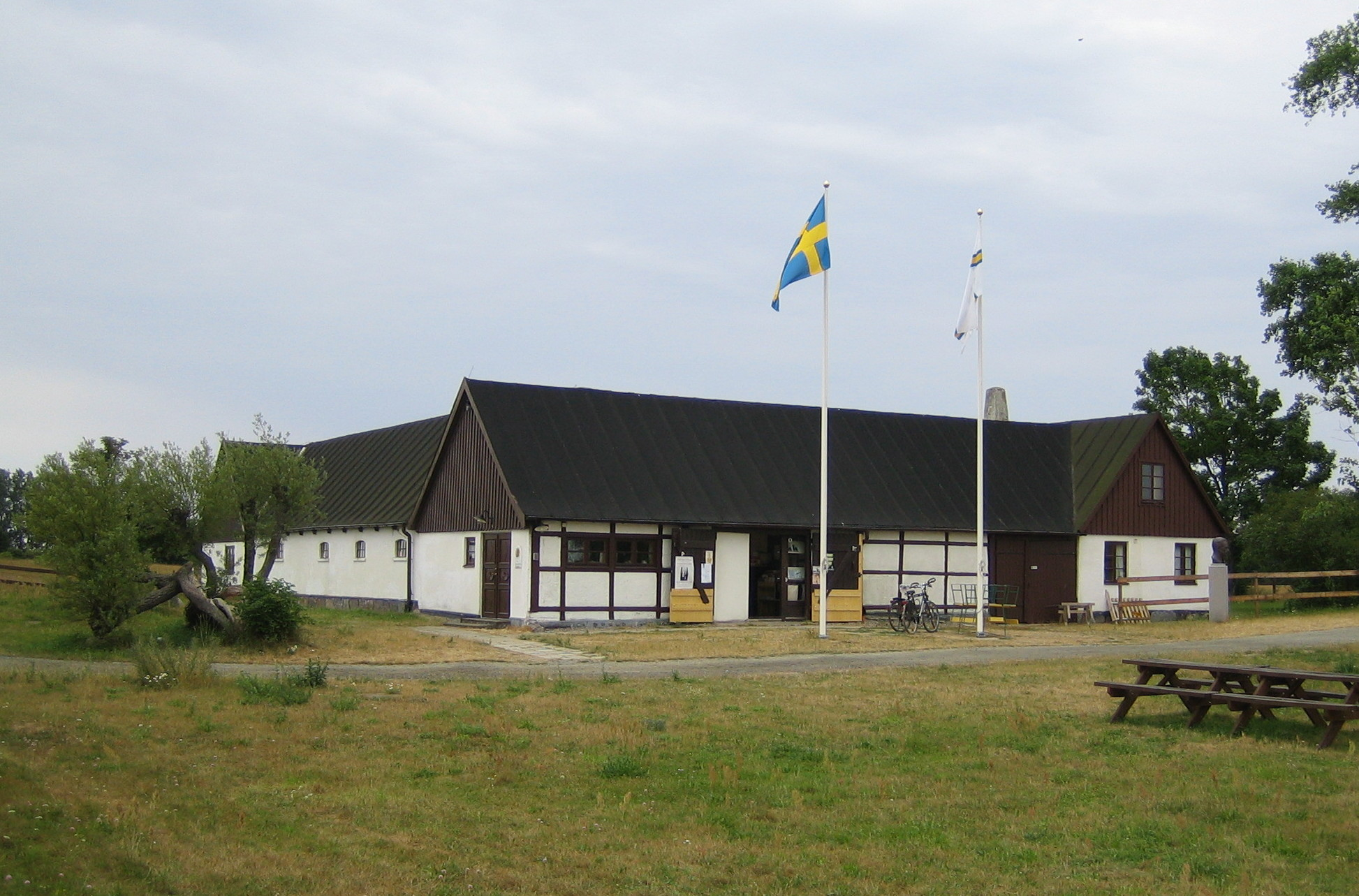
La granja de Dag Hammarskjöld a Backåkra és un lloc de on es retiren els members de l'Acadèmia

L'Acadèmia Sueca va ser fundada l'any 1786 pel rei Gustau III de Suècia. Instituïda a partir de l'Acadèmia Francesa, compta amb divuit membres. El lema de l'acadèmia és «Talent i gust» («Snille och Smak» en suec). El propòsit principal de l'acadèmia és promoure la «puresa, força i sublimitat de la llengua sueca» («Svenska Språkets renhet, styrka och höghet») (Walshe, 1965). Per aquesta tasca, l'acadèmia publica dos diccionaris. El primer és un glossari d'un sol volum anomenat Svenska Akademiens Ordlista (SAOL). El segon és un diccionari de diversos volums, editat sobre principis similars als de l'Oxford English Dictionary, amb el nom Svenska Akademiens Ordbok (SAOB). El SAOL ha arribat a la 14a edició, mentre que el primer volum del SAOB es va publicar el 1898 i, a partir de 2017, el treball ha progressat a les paraules que comencen amb la lletra V.
La seu de la institució es troba en l'edifici com la Borsa d'Estocolm va ser construït per la burgesia. La planta inferior es va utilitzar com a lloc d'intercanvi comercial (més tard es va convertir en la borsa), i el pis superior es va utilitzar per a celebracions, festes de Cap d'Any, etc. Quan es va fundar l'acadèmia, el saló de ball era l'habitació més gran d'Estocolm que es podia escalfar i s'utilitzava així a l'hivern, d'aquesta manera el rei va demanar que li deixessin l'edifici per aquest propòsit.
La granja de Dag Hammarskjöld a Backåkra és una altra seu de l'acadèmia i és un lloc on els membres es retiren a deliberar.
L'acadèmia hi va tenir una reunió anual, ja que van assistir membres de la família real sueca. No obstant això, no va ser fins a 1914 que l'acadèmia va guanyar un ús permanent del pis superior de la borsa com a propi. És aquí on l'Acadèmia es reuneix i, entre d'altres, anuncia els noms dels premiats del Premi Nobel. Aquesta tasca suposa que l'acadèmia és un dels cossos literaris més influents del món.
L'antiga granja de Dag Hammarskjöld a Backåkra, propera a Ystad al sud de Suècia, va ser comprada el 1957 com a residència d'estiu per Hammarskjöld, després Secretari General de les Nacions Unides (1953-1961). L'ala sud de la granja està reservada com a retirada d'estiu per als divuit membres de l'Acadèmia Sueca, dels quals Hammarskjöld era membre.
Abans de 2018 no era possible que els membres de l'acadèmia renunciessin; la pertinença era per a tota la vida, encara que l'acadèmia podria decidir excloure els membres. Això va passar dues vegades a Gustaf Mauritz Armfelt, que va ser exclòs el 1794, reelegit el 1805 i exclòs novament el 1811. El 1989, Werner Aspenström, Kerstin Ekman i Lars Gyllensten van optar per deixar de participar en les reunions de l'acadèmia, per la seva negativa per expressar suport per a Salman Rushdie quan l'aiatol·là Khomeini el va condemnar a mort per Els versicles satànics, i el 2005, Knut Ahnlund va prendre la mateixa decisió, com una protesta contra l'elecció d'Elfride Jelinek com a premi Nobel per al 2004. El 25 de novembre de 2017, Lotta Lotass va dir en una entrevista que no havia participat en les reunions de l'acadèmia durant més de dos anys i que ja no es considerava un membre de la institució.

### Polèmica de 2018
A l'abril de 2018, tres membres de la junta de l'acadèmia van dimitir en resposta a una investigació de mala conducta sexual amb l'autor Jean-Claude Arnault, espòs del membre de la junta, Katarina Frostenson. Arnault va ser acusat d'assejament i assalt almenys a 18 dones. Va negar totes les acusacions. Els tres membres van renunciar com a protesta per la manca del que consideraven l'acció apropiada contra Arnault. Entre els dimitits hi havia dos ex-secretaris permanents, Sture Allén I Horace Engdahl, que van protestar davant l'actual secretari permanent, Sara Danius, a qui van acusar de ser una líder feble.
El 10 d'abril, Danius va dimitir del càrrec de l'acadèmia, cosa que augmentava el nombre de seients buits a quatre. Frostenson es va comprometre voluntàriament a retirar-se de la participació de les decisions de l'acadèmia, que va portar el total de retiraments a cinc. Com que altres dos llocs encara estaven buits després de l'assumpte Rushdie, això només va deixar 11 membres actius. L'escàndol va ser àmpliament vist com a perjudicial per a la credibilitat del Premi Nobel de Literatura i l'autoritat de l'acadèmia. «Amb aquest escàndol no es pot dir que aquest grup de persones tingui cap tipus de judici sòlid», va assenyalar el periodista suec Björn Wiman.
El 27 d'abril de 2018, l'Autoritat Sueca de Crims Econòmics va obrir una investigació preliminar sobre delictes financers vinculats a una associació dirigida per Arnault i Frostenson, que havia rebut finançament de l'acadèmia.
El 2 de maig de 2018, el rei suec va modificar les regles de l'acadèmia i va fer possible que els membres renunciessin, cosa que fins llavors era impossible. Les noves normes també afirmen que un membre que ha estat inactiu en el treball de l'acadèmia durant més de dos anys pot ser destituït. Seguint les noves regles, els primers membres a qui es va concedir oficialment el permís per deixar l'acadèmia i desocupar les seves càtedres van ser Kerstin Ekman, Klas Östergren, Sara Stridsberg i Lotta Lotass.
El 4 de maig de 2018, l'Acadèmia Sueca va anunciar que després de les lluites internes anteriors, el Premi Nobel de literatura del 2018 quedaria posposat fins al 2019, quan es seleccionaran dos guanyadors, un per cada edició.

## Membres
Membres de l'Acadèmia actuals per número de seient:
The current members of the Swedish Academy listed by seat number:
| Cadira | Imatge | Membre             | Naixement | Edat | Electe | Notes                                                   |
| ------ | ------ | ------------------ | --------- | ---- | ------ | ------------------------------------------------------- |
| 1      |        | Eric M. Runesson   | 1960      | 64   | 2018   |                                                         |
| 2      |        | Bo Ralph           | 1945      | 79   | 1999   |                                                         |
| 3      | vacant |                    |           |      |        | Després de la mort de Sture Allén el juny de 2022       |
| 4      |        | Anders Olsson      | 1949      | 75   | 2008   | secretari permanent 2018 2019                           |
| 5      |        | Ingrid Carlberg    | 1961      | 63   | 2020   |                                                         |
| 6      |        | Tomas Riad         | 1959      | 65   | 2011   |                                                         |
| 7      |        | Åsa Wikforss       | 1961      | 63   | 2019   |                                                         |
| 8      |        | Jesper Svenbro     | 1944      | 81   | 2006   |                                                         |
| 9      |        | Ellen Mattson      | 1962      | 62   | 2019   |                                                         |
| 10     |        | Peter Englund      | 1957      | 67   | 2002   | Permanent secretary 2009–2015.                          |
| 11     |        | Mats Malm          | 1964      | 60   | 2018   | Permanent secretary                                     |
| 12     |        | Per Wästberg       | 1933      | 91   | 1997   |                                                         |
| 13     |        | Anne Swärd         | 1969      | 56   | 2019   |                                                         |
| 14     |        | Steve Sem-Sandberg | 1958      | 66   | 2020   |                                                         |
| 15     |        | Jila Mossaed       | 1948      | 76   | 2018   |                                                         |
| 16     | vacant |                    |           |      |        | Després de la mort de Kjell Espmark el setembre de 2022 |
| 17     |        | Horace Engdahl     | 1948      | 76   | 1997   | secretari permanent 1999–2009                           |
| 18     |        | Tua Forsström      | 1947      | 77   | 2019   |                                                         |

### Secretaris permanents
| Ordre | Cadira | Secretari permanent de l'Acadèmia | Naixement | Període                 | Notes                           |
| ----- | ------ | --------------------------------- | --------- | ----------------------- | ------------------------------- |
| 1.    | 11.    | Nils von Rosenstein               | 1752      | 1786–1824               |                                 |
| 2.    | 13.    | Frans Michael Franzén             | 1772      | 1824–1834               |                                 |
| 3.    | 12.    | Bernhard von Beskow               | 1828      | 1834–1868               |                                 |
| 4.    | 5.     | Johan Erik Rydqvist               | 1800      | 1868–1869               | pro temporare                   |
| 5.    | 15.    | Ludvig Manderström                | 1806      | 1869–1872               |                                 |
| 6.    | 12.    | Carl Gustaf Strandberg            | 1825      | 1872–1874               | pro temporare                   |
| 7.    | 9.     | Henning Hamilton                  | 1814      | 1874–1881               |                                 |
| 8.    | 11.    | Bror Emil Hildebrand              | 1806      | 1881–1883               | pro temporare                   |
| 9.    | 8.     | Carl David af Wirsén              | 1842      | 1883–1912               | pro temporare entre 1883 i 1884 |
| 10.   | 6.     | Hans Hildebrand                   | 1842      | 1912                    | pro temporare                   |
| 11.   | 11.    | Erik Axel Karlfeldt               | 1864      | 1913–1931               |                                 |
| 12.   | 14.    | Per Hallström                     | 1866      | 1931–1941               |                                 |
| 13.   | 13.    | Anders Österling                  | 1884      | 1941–1964               |                                 |
| 14.   | 7.     | Karl Ragnar Gierow                | 1904      | 1964–1977               |                                 |
| 15.   | 14.    | Lars Gyllensten                   | 1921      | 1977–1986               |                                 |
| 16.   | 16.    | Sture Allén                       | 1928      | 1986–1999               |                                 |
| 17.   | 17.    | Horace Engdahl                    | 1948      | 1999–2009               |                                 |
| 18.   | 10.    | Peter Englund                     | 1957      | 2009–2015               |                                 |
| 19.   | 7.     | Sara Danius                       | 1962      | 2015-2018               |                                 |
| 20.   | 4.     | Anders Olsson                     | 1949      | des de 2018             |                                 |
| 21.   | 11.    | Mats Malm                         | 1964      | des de l'1 juny de 2018 |                                 |